# Remízy u Bánova
Remízy u Bánova este o arie protejată (arie specială de conservare — SAC, sit de importanță comunitară — SCI) din Republica Cehă întinsă pe o suprafață de 67,42 ha, integral pe uscat.

## Localizare
Centrul sitului Remízy u Bánova este situat la coordonatele 48°58′19″N 17°44′00″E / 48.971944°N 17.733333°E.

## Înființare
Situl Remízy u Bánova a fost declarat sit de importanță comunitară în aprilie 2005 pentru a proteja 1 specie de animale. Situl a fost protejat și ca arie specială de conservare în august 2016.

## Biodiversitate
Situată în ecoregiunea continentală, aria protejată nu include niciun habitat protejat.
La baza desemnării sitului se află o specie protejată de  nevertebrate: fluturele de noapte (Eriogaster catax).